# Шульц, Максимилиан Фёдорович
Максимилиа́н (Михаи́л) Фёдорович фон Шульц (Максимилиан Херберт Готлиб фон Шульц, нем. Maximilian Herbert Gottlieb von Schullz; 6 [18] января 1862 Кронштадт — сентябрь 1919, Луга) — российский военный моряк, вице-адмирал Российского императорского флота. Участник Русско-японской и Первой мировой войн на море:
- Участник обороны Порт-Артура; командир крейсера «Новик» во время его попытки прорыва из Порт-Артура во Владивосток;
- Командир крейсера «Громобой» Владивостокского отряда крейсеров;
- Командир крейсера «Кагул»;
- Командующий отрядом минных заградителей морских сил Балтийского моря;
- Начальник бригады крейсеров морских сил Балтийского моря;
- Командующий Сибирской военной флотилией в годы Первой мировой войны.

Потомственный дворянин, представитель немецко-балтийского рода фон Шульцев; евангелическо-лютеранского вероисповедания. На флоте известен под именем «Михаил Фёдорович».

## Биография
Родился 6 января 1862 года в Кронштадте, в семье морского офицера Фёдора Богдановича фон Шульца и его жены Эмилии ур. фон Фохт (нем.: Emilie Henriette v. Voigt) (16.01.1832 — 15.05.1889). После переезда семьи в Петербург Максимилиан определён в гимназию с реальным отделением Святой Анны (бывшую Annenschule), окончив которую 16 сентября 1875 года поступил в Морское училище (Морской кадетский корпус). Он был выпущен гардемарином в 3-й флотский экипаж 12 апреля 1881 года, однако уже 29 августа был переведён в Отдельный корпус пограничной стражи. М. Шульц получил назначение на пограничный крейсер «Нырок», на котором в течение года в плавании по Балтийскому морю сначала гардемарином, а с 31 мая 1882 года в звании мичмана охотился за контрабандистами.
21 мая 1883 года М. Ф. Шульц был возвращён в Морское ведомство с назначением вахтенным офицером на корвет «Баян», отправлявшийся в заграничное плаванье. Этот поход в Тихий океан продолжался почти два года. Вскоре после возвращения, 27 августа 1885 года Михаил Фёдорович был определён на должность ревизора двухбашенной броненосной лодки обороны Кронштадтского порта «Смерч». В 1886 году он прослушал краткий курс в Минном офицерском классе с присвоением ему 16 декабря 1886 года по экзамену звания минного офицера 2-го разряда. Вслед за этим М. Ф. Шульц продолжил службу на броненосной лодке «Смерч», где 1 января 1889 года узнал о присвоении ему звание лейтенанта. Спустя 5 месяцев, 2 мая 1889 года он получил назначение командиром третьей роты броненосца «Петр Великий».
До осени М. Ф. Шульц находился в плавании по Балтийскому морю в составе практической эскадры под командованием вице-адмирала Н. В. Копытова, затем был зачислен в Кронштадтскую водолазную школу, в которой учился с перерывом на заграничное плавание на броненосном фрегате «Минин» под командованием капитана 1-го ранга А. А. Бирилёва. Оно началось 3 сентября и продолжалось почти год. Осенью 1891 года М. Ф. Шульц возвратился в водолазную школу, которую успешно окончил в конце декабря с получением звания водолазного офицера. За годы учёбы М. Ф. Шульцу удалось сконструировать подводный миноискатель, который вскоре был принят на вооружение, а также существенно усовершенствовать подводный телефон.
В новом качестве водолазного офицера М. Ф. Шульц продолжил службу на фрегате «Минин», однако 31 августа 1892 года вновь оказался в водолазной школе, но уже как преподаватель. В 1894 году в группе преподавателей и курсантов водолазной школы он принимал участие в тщетных поисках затонувшего годом раньше при переходе из Ревеля в Гельсингфорс броненосца «Русалка», а летом следующего года с группой балтийских водолазов выезжал на поиски английского фрегата «Принц», который с грузом золота затонул в районе Балаклавы в 1854 году.
На этом служба М. Ф. Шульца на Балтике надолго прервалась и 16 октября 1895 года он был направлен в распоряжение Сибирского флотского экипажа, где 10 марта, то есть к началу кампании 1896 года получил назначение на миноносец «Ревель». Почти одновременно М. Ф. Шульц стал членом временного военно-морского суда Владивостокского порта.
В условиях кадрового голода командного состава, офицеры вынуждены были постоянно перемещаться между экипажами кораблей. Коснулось это и М. Ф. Шульца. Так, 16 октября 1896 года он был назначен вахтенным начальником минного транспорта «Алеут», а 18 ноября он уже командир 11-й роты Сибирского флотского экипажа. На следующий, 1897 год, 18 апреля перед самым началом кампании М. Ф. Шульца назначили командиром миноносца «Свеаборг», с тем, чтобы уже 30 мая перевести командиром миноносца «Борго». Осенью, с завершением кампании 1897 года он уже командир третьей роты канонерской лодки «Манджур», откуда 5 августа 1898 года был временно переведён старшим офицером крейсера «Забияка». Затем, с ноября М. Ф. Шульц вновь командир, правда, уже 12-й роты флотского экипажа.
В начале 1899 года М. Ф. Шульц из Владивостока был переведён в незамерзающий Порт-Артур, где 11 января вступил в должность командира отряда миноносцев № 203, 204, 205, 206, 207. Следующее назначение старшим офицером канонерской лодки «Бобр» последовало перед самым 1900 годом, но послужить не ней М. Ф. Шульцу практически не пришлось. Уже в первых числах января он срочно убыл на Балтику, где вместе с младшим братом принял участие в спасении броненосца береговой обороны «Генерал-адмирал Апраксин», наскочившего на камни в районе острова Гогланд. Впервые в практике подводных работ М. Ф. Шульцем и А. К. Небольсиным были осуществлены подводные взрывные работы, направленных на разрушении скалы под днищем броненосца.
Из командировки М. Ф. Шульц вернулся в середине весны 1900 года и уже 27 апреля получил назначение старшим офицером крейсера «Разбойник», где недавно служил его младший брат. В составе международных сил М. Ф. Шульцу пришлось принят участие в военных событиях в Китае. Он возглавил один из десантных отрядов, участвовавших в штурме крепости Дагу и в походе на Пекин. Служба на «Разбойнике» продолжалась ещё почти два года. Здесь, на борту крейсера 14 апреля 1902 года М. Ф. Шульц получил известие о присвоении ему звания капитана 2-го ранга, а меньше чем через месяц он, был назначен командиром эсминца «Пронзительный». Это означало, что он должен был вернуться на Балтику, однако, уже осенью 1902 года М. Ф. Шульц оказался в Порт-Артуре командиром только вступившего в строй эсминца «Смелый». Скорее всего, до Петербурга Михаил Фёдорович так и не доехал, поскольку как оказалось, ещё летом в Порт-Артуре проводил испытания своего будущего корабля.

### Русско-японская война. Командир легендарного крейсера «Новик»
Эсминец «Смелый» оказался тем самым кораблём, на котором М. Ф. Шульц встретил начало Русско-японской войны. Сразу после начала боевых действий «Смелый» оказался в самой гуще событий. Так, уже на второй день войны только два эскадренных миноносца — ставший легендарным после своей гибели «Стерегущий» и его более счастливый собрат «Смелый» целые сутки вместе и весьма успешно охраняли подступы к крепости со стороны моря.

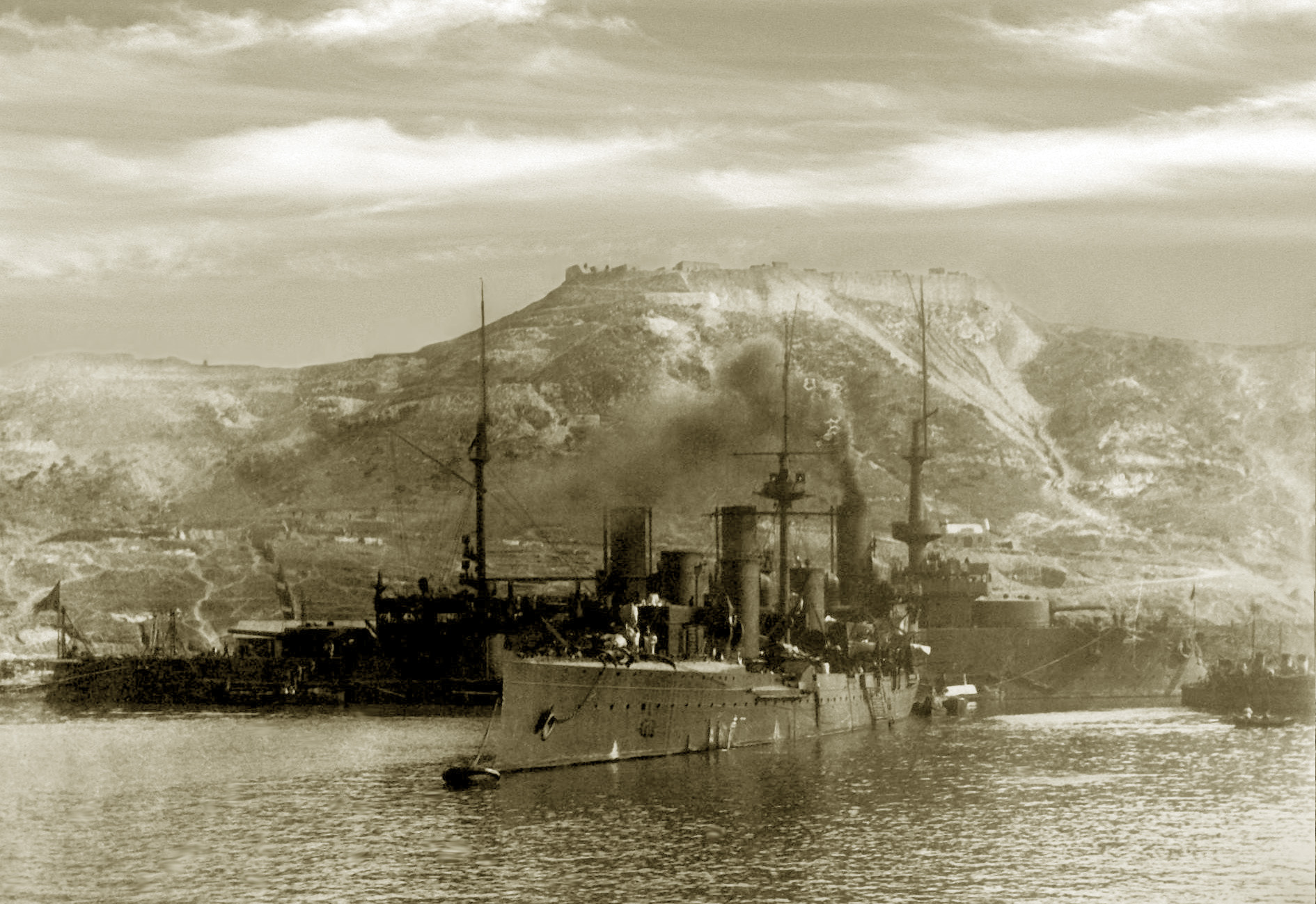
Крейсер «Новик» в боевой окраске в Восточном бассейне Порт-Артура. 1904 г.

24 февраля в должность командующего Тихоокеанской эскадрой вступил вице-адмирал С. О. Макаров, а 16 марта 1904 года капитана 2-го ранга М. Ф. Шульц был назначен им командиром крейсера «Новик». М. Ф. Шульц принял легендарный корабль у капитана I-го ранга Н. О. Эссена, которого С. О. Макаров перевёл командиром броненосца «Севастополь». Первоначально решение С. О. Макарова не было утверждено наместником Николая II на Дальнем востоке адмиралом Е. И. Алексеевым, поэтому некоторое время и Н. О. Эссен и М. Ф. Шульц числились временно исполняющими свои обязанности.

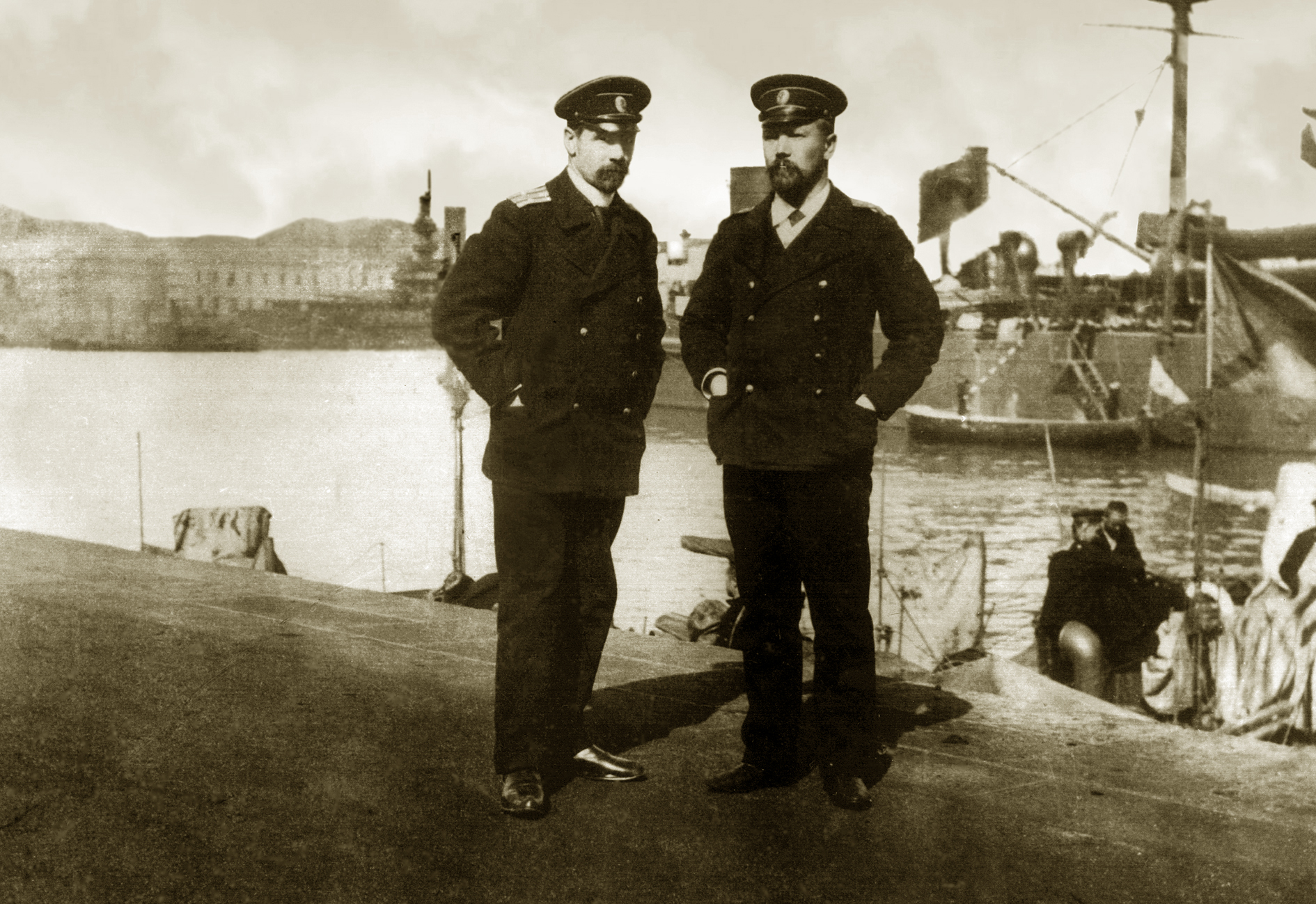
Капитан 2-го ранга М. фон Шульц (справа) с братом Константином фон Шульцем в Порт-Артуре на фоне крейсера «Новик». Февраль 1904 г.

В Порт-Артуре «Новик» был единственным кораблём постоянно находившимся в состоянии 40-минутной готовности. Это означало, что большая часть его машин всегда находилась под парами. «Новик» участвовал практически во всех операциях эскадры, часто действовал в одиночку или возглавлял отряд миноносцев. О службе на «Новике» подробно писал его вахтенный начальник А. П. Штер. Команда «Новика» была, пожалуй, самой орденоносной в Порт-Артуре. М. Ф. Шульц же был награждён Золотым оружием с надписью «За храбрость». О повседневной работе «Новика» свидетельствует следующее донесение М. Ф. Шульца: 
22 июня сего года, в часов утра, согласно словесного приказания Начальника эскадры, совместно с лодками «Гремящий», «Отважный», «Бобр», «Гиляк» и миноносцами I-го и II-го отрядов вышел из бассейна для обстреливания неприятельских позиций, расположенных на высоте 150. Выйдя на рейд, увидел четыре неприятельских миноносца. Следуя обычным путем, пришел к восточной бухте Лунвантан, но вследствие тумана не видел указанной вершины, поэтому в 7 час. 10 мин. утра открыл перекидной огонь по невидимой цели, строго определив направление и расстояние до этой вершины. Через несколько времени туман начал рассеиваться, и тогда начал стрелять по вершине прицельно, стараясь снести устроенный там каменный блиндаж...
Именно с борта своего «Новика» 31 марта 1904 года М. Ф. Шульц наблюдал гибель броненосца «Петропавловск» с командующим эскадрой С. О. Макаровым и всем его штабом на борту. Общая для всех защитников Порт-Артура трагедия имела для него глубоко личную окраску, ведь рядом с С. О. Макаровым находился его брат Константин.

Очень быстро слава «Новика» распространилась далеко за пределы Порт-Артура. Даже японцы восхищались подвигами крейсера, всерьёз считая, что он был «заколдован» от поражений. Токийский корреспондент лондонской «Таймс» писал: 
Не раз японские моряки благословляли свою судьбу, что им приходится иметь дело только с одним „Новиком“ — иначе вся история этой морской войны могла бы выглядеть совершенно иначе.
 Начиная с зимы 1904 года, на страницах зарубежной прессы «Новик» стал, пожалуй, самым частым и наиболее популярным героем войны.

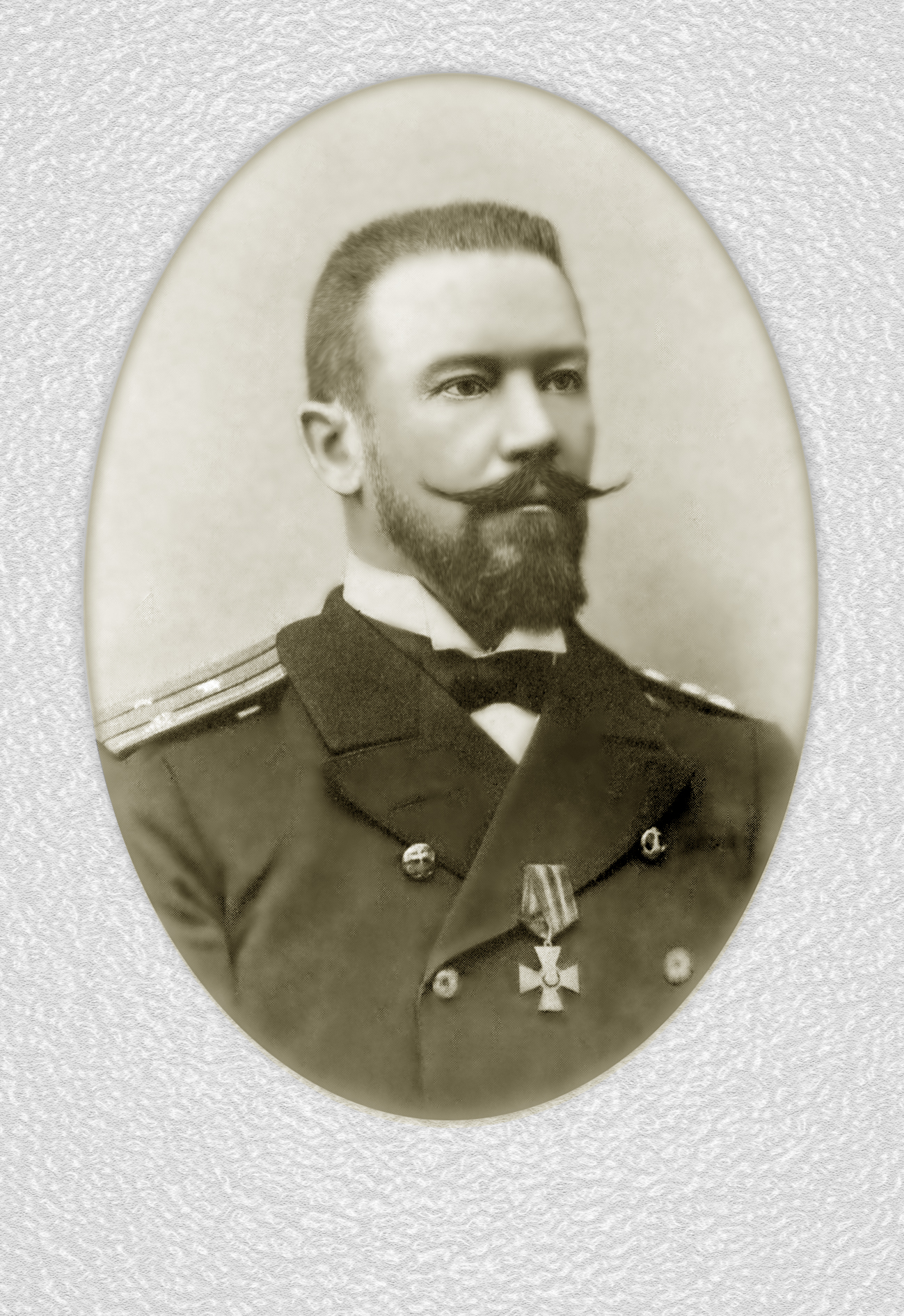
Капитан 2-го ранга М. Ф. фон Шульц 1906 г.

Ключевым событием в действиях Тихоокеанской эскадры стал несостоявшийся прорыв из Порт-Артура во Владивосток 28 июля 1904 года. Лишь нескольким боевым кораблям удалось прорваться сквозь эскадру адмирала Того, но все они вскоре оказались интернированы в ближайших нейтральных портах. Исключением оказался только «Новик». Пополнив запас угля в порту Циндао, он предпринял попытку в одиночку достичь Владивостока обойдя Японию с востока. Манёвр почти удался. Крейсер за 10 суток достиг русских берегов острова Сахалин, где был вынужден принять неравный бой с  японским бронепалубным крейсером «Цусима». В результате боя серьёзные повреждения получили оба его участника, но «Новик» уже не мог двигаться дальше. М. Ф. Шульц принял решение затопить крейсер у Корсаковского поста, предварительно сведя команду на берег. Об обстоятельствах прорыва и последнего боя «Новика» М. Ф. Шульцем было составлено Всеподданнейшее донесение. В России гибель легендарного крейсера была воспринята с большой болью. В те дни журнал «Летопись войны с Японией» по горячим следам опубликовал статью под названием «Памяти „Новика“». В ней есть такие слова: 
Много грустных минут пришлось пережить нам, следя за борьбой нашей далекой эскадры с вероломным врагом. Тем больше и горячей была наша благодарность «Новику» за его удачи.
С первых дней войны он проявил себя истинно русским удальцом. Маленький, относительно слабый, не защищенный броней, он не задумывался бросаться впереди всех на врага, прикрывая своих раненых братьев и вызывая удивление своей отвагой у самого врага...

Как отмечает Борис Галенин: 
«Новик» стал единственным участником боя 28 июля, храбрость и мужество экипажа которого сразу были отмечены заслуженными боевыми наградами в том же 1904 году 29 ноября с формулировкой: «За подвиги мужества и храбрости». Все остальные корабли были отмечены только после разбора обстоятельств боя Следственной Комиссией в 1906 году. И формулировка была: «За отличие в делах против неприятеля».
 Сам М. Ф Шульц за этот прорыв был награждён Орденом Святого Георгия 4-й ст.
Прибыв во Владивосток 9 августа 1904 года, уже через три дня М. Ф. Шульц был назначен временно исполнять обязанности командира крейсера 1 ранга Владивостокского отряда крейсеров «Громобой», заменив тем самым тяжело раненого в бою 1 августа в Корейском проливе капитана 1-го ранга Н. Д. Дабича. Предполагалось, что новый командир «Громобоя», капитан 1-го ранга Л. А. Брусилов прибудет во Владивосток к концу декабря, но приехал он только в апреле 1905 года. По этой причине, исполняя обязанности командира «Громобя» и участвуя во всех боевых действиях Владивостокского отряда крейсеров, с 31 декабря 1904 года М. Ф. Шульц к тому же возглавлял и Сибирский флотский экипаж.

### Между двумя войнами
С окончанием войны с Японией, 26 сентября 1905 года М. Ф. Шульц сдал Сибирский экипаж и выехал в Петербург. Предполагалось, что дальнейшим местом его службы станет Балтийский флот, однако после ноябрьского восстания на крейсере «Очаков» началась ротация офицеров, и Михаил Фёдорович 30 января срочно был переведён на Черноморский флот командиром крейсера «Кагул», который только вступил в строй. М. Ф. Шульц принял его у стен судостроительного завода в Николаеве и вышел в Севастополь для проведения ходовых испытаний. 31 января 1907 года крейсер был зачислен в состав судов Отдельного Практического отряда Чёрного моря, а 25 марта переименован в крейсер «Память Меркурия». В эти же дни, 27 апреля 1907 года Михаил Фёдорович стал капитаном 1-го ранга.
Ровно через год, 3 марта 1908 года М. Ф. Шульц был назначен командиром линкора «Иоанн Златоуст», плаванием на котором фактически и закончилась его служба на Чёрном море. В эти годы, службу командиром кораблей М. Ф. Шульц совмещал с деятельностью иного рода. После вынесения военно-морским судом смертного приговора инициатору восстания на крейсере «Очаков» отставному лейтенанту флота П. П. Шмидту возникла реальная угроза расправы с членами суда со стороны партии эсеров. В связи с принятым решением о замене состава военно-морского суда Севастопольского порта 28 марта 1907 года М. Ф. Шульц был назначен его членом.
24 ноября 1908 года командующим Соединённых отрядов на правах начальника Морских сил Балтийского моря стал Н. О. Эссен. Перед вступлением в должность он получил право подобрать себе офицеров на ключевые посты. В его списке одним из первых значился капитан 1-го ранга М. Ф. Шульц. Н. О. Эссен планировал использовать его в качестве командующего отрядом минных заградителей, который ещё предстояло сформировать. По этой причине первую кампанию на Балтике М. Ф. Шульц провёл в качестве командира учебным клипером «Крейсер» и только 10 ноября 1910 года после завершения испытаний всех минных заградителей отряда, а их было шесть, вступил в командование этим соединением под брейд вымпелом.
За три года командования вновь созданным отрядом минных заградителей М. Ф. Шульц сделал из него одно из самых боеспособных соединений флота. Отрядом впервые были освоены шхерные фарватеры, моряки в совершенстве овладели техникой решения боевых задач любой сложности. Дважды (29.06.1910 и 21.03.1911) отряд был удостоен вниманием Николая II. По итогам этих смотров М. Ф. Шульц был удостоен Высочайшей благодарности, а 6 декабря 1911 года произведён в контр-адмиралы. Спустя два с половиной года именно этот отряд (правда, уже под командованием другого начальника — контр-адмирала В. А. Канина), за несколько часов до начала Первой мировой войны виртуозно установил минные заграждения на линии Нарген-Порккала-Удд, надёжно перекрыв Финский залив и, тем самым, обезопасил Петроград он проникновения вражеского десанта.

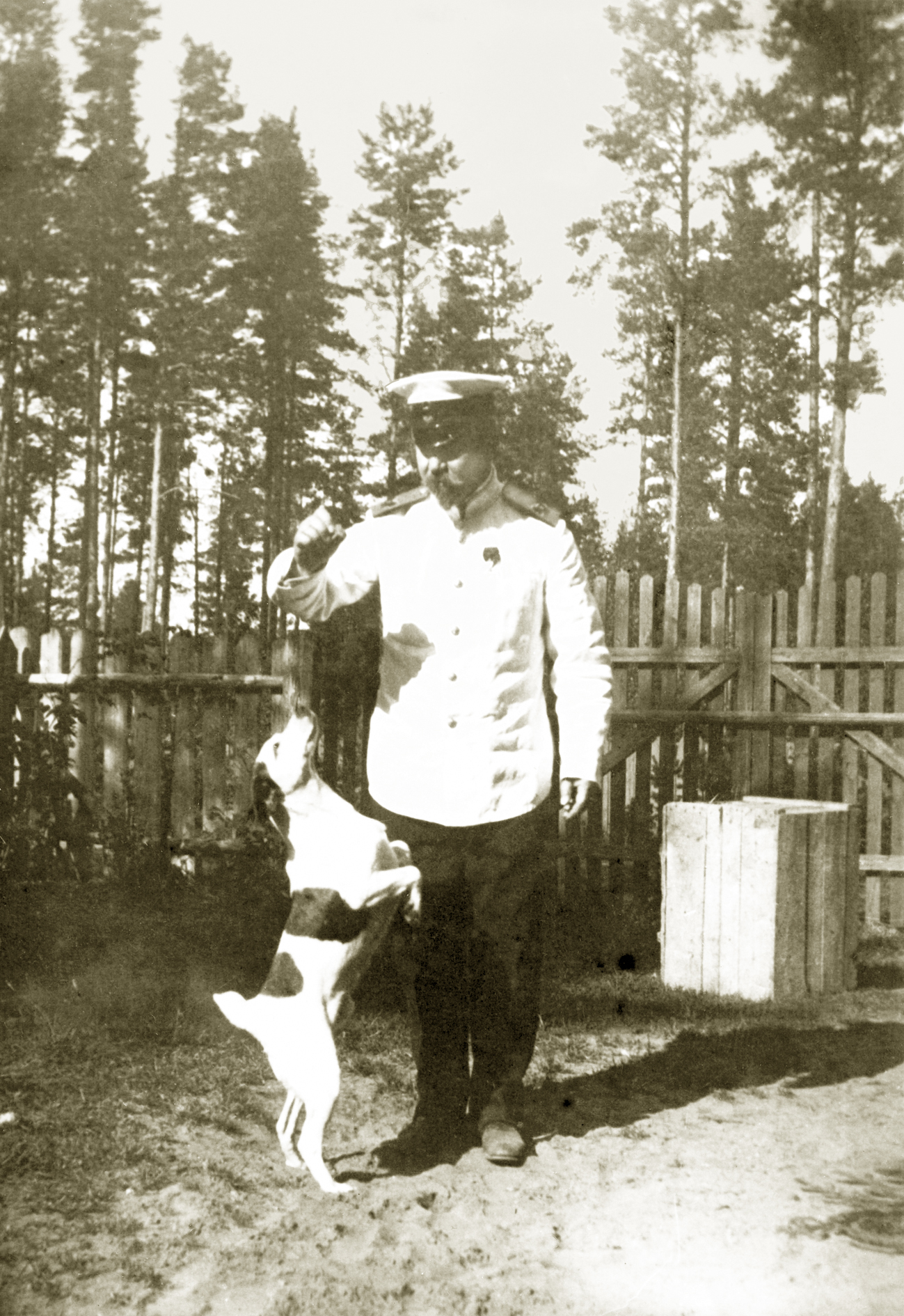
Контр-адмирал М. Ф. фон Шульц в Луге 1913 г.

3 апреля 1913 года, оставив отряд заградителей, М. Ф. Шульц принял под своё командование бригаду крейсеров в составе броненосного крейсера «Громобой» крейсеров «Адмирал Макаров», «Паллада» и эскадренного миноносца, унаследовавшего имя его легендарного «Новика». Командовать им М. Ф. Шульцу пришлось только одну кампанию, и 4 ноября 1913 года он был назначен командующим Сибирской военной флотилией.

### Первая мировая война. Командующий Сибирской военной флотилией
Накануне Первой мировой войны Сибирская флотилия не представляла собой значительной военно-морской силы. В её состав входили крейсеры «Аскольд» и «Жемчуг», канонерская лодка «Манджур», 9 эсминцев, 10 миноносцев и 9 подводных лодок, поэтому и задачи её были относительно скромные. Буквально накануне войны М. Ф. Шульц снарядил и проводил в дальнее арктическое плавание четвёртую и самую успешную экспедицию под командованием Б. А. Вилькицкого. Тогда двум знаменитым ледоколам «Таймыр» и «Вайгач» впервые удалось пройти Северным морским путём и дойти до Архангельска.
С началом войны и так весьма скромная по своим силам Сибирская флотилия была вынуждена передать в состав английской эскадры для совместных действий против эскадры вице-адмирала М. фон Шпее два самых боеспособных своих корабля — крейсеры «Аскольд» и «Жемчуг». Для того, чтобы усилить свою флотилию пришлось мобилизовать и переоборудовать под боевые корабли целый ряд судов Добровольного флота. Небольшая эскадра М. Ф. Шульца успешно справлялась с задачей сопровождения и приёмки во Владивостоке потока судов, прибывающих с военными грузами в Россию из Америки. За всю войну только однажды, и в самые первые дни войны немецкому крейсеру «Эмден» удалось задержать российский пароход «Рязань».
С организацией на севере России Флотилии Северного Ледовитого океана М. Ф. Шульцу было предписано передать в её состав целый ряд своих боевых кораблей, а также организовать приёмку, ремонт и перевод на север трёх бывших российских военных судна, выкупленных у Японии. Это был броненосцы «Полтава» (которую пришлось переименовать в «Чесму»), и «Пересвет», а также крейсер «Варяг».
После Февральской революции, как отказавшийся присягать Временному правительству 4 апреля 1917 года М. Ф. Шульц был отчислен от должности командира Сибирской флотилии с зачислением в резерв чинов морского ведомства. Он вернулся а Петроград, причём, по воспоминаниям его племянника Б. Л. Кербера, на всём пути следования через охваченную революционными и германофобскими настроениями стану его сопровождали и по собственному почину охраняли уволенные в запас моряки Сибирской флотилии.
С приходом к власти большевиков М. Ф. Шульц не принимал участия в  Гражданской войне и жил в пригороде столицы. Никогда не имевший своей семьи, он поселился у своей сестры в уездном городке Луга. Летом 1919 года к Луге подошла армия Юденича. По инициативе последнего была организована тайная встреча представителя его штаба с отставным адмиралом. М. Ф. Шульц подтвердил своё намерение не участвовать в войне, но, вероятно, об этой встрече стало известно красным. Вскоре он был арестован и расстрелян чекистами. Это произошло в конце сентября или начале октября 1919 года. Место захоронения вице-адмирала М. Ф. Шульца осталось скрытым.

## Семья
Собственной семьи М. Ф. Шульц не имел.
- Брат: Вильгельм Фёдорович фон Шульц − капитан 2-го ранга;
- Брат: Константин Фёдорович фон Шульц − капитан 2-го ранга;
- Сестра: Ольга Фёдоровна Кербер − жена вице-адмирала Людвига Бернгардовича фон Кербера;
- Сестра: Клара Фёдоровна Гарф − жена генерал-лейтенанта Евгения Георгиевича фон Гарфа;
- Двоюродный брат: Эвальд Карлович фон Шульц − капитан 1-го ранга.

## Интересные факты
- В течение нескольких лет М. Ф. Шульц был преподавателем, затем начальником Водолазной школы в Кронштадте. В 1891 году эту школу окончил его однофамилец Макс Константинович фон Шульц[11]. Сразу после окончания школы М. К. Шульц был оставлен в ней преподавателем. В 1896 году он занял должность помощника начальника школы[12], а начиная с 1906 года, в течение 11 лет её возглавлял[13]. В современной исторической литературе в качестве начальника школы, причём и за тот период, когда ею фактически руководил Михаил Фёдорович, часто называется Макс Константинович.
- В современной исторической литературе с именем М. Ф. Шульца нередко связывают два громких судебных процесса 1906 − 1908 гг. В первом из них устанавливались причины гибели в Цусимском сражении 2-й Тихоокеанской эскадры З. П. Рожественского[14], а во втором − сдачи крепости Порт-Артур[15]. В процессе, посвящённом Цусимской трагедии капитан 2 ранга фон Шульц фигурировал в качестве обвинителя адмиралов З. П. Рожественского и Н. И. Небогатова. В деле же о сдаче Порт-Артура он выступал в роли защитника бывшего коменданта крепости, генерала К. Н. Смирнова. На самом деле к моменту начала этих судебных разберательств М. Ф. Шульц был уже капитаном 1 ранга, и служил на Чёрном море, а участником процессов, очевидно, был капитан 2 ранга Густав Константинович фон Шульц.

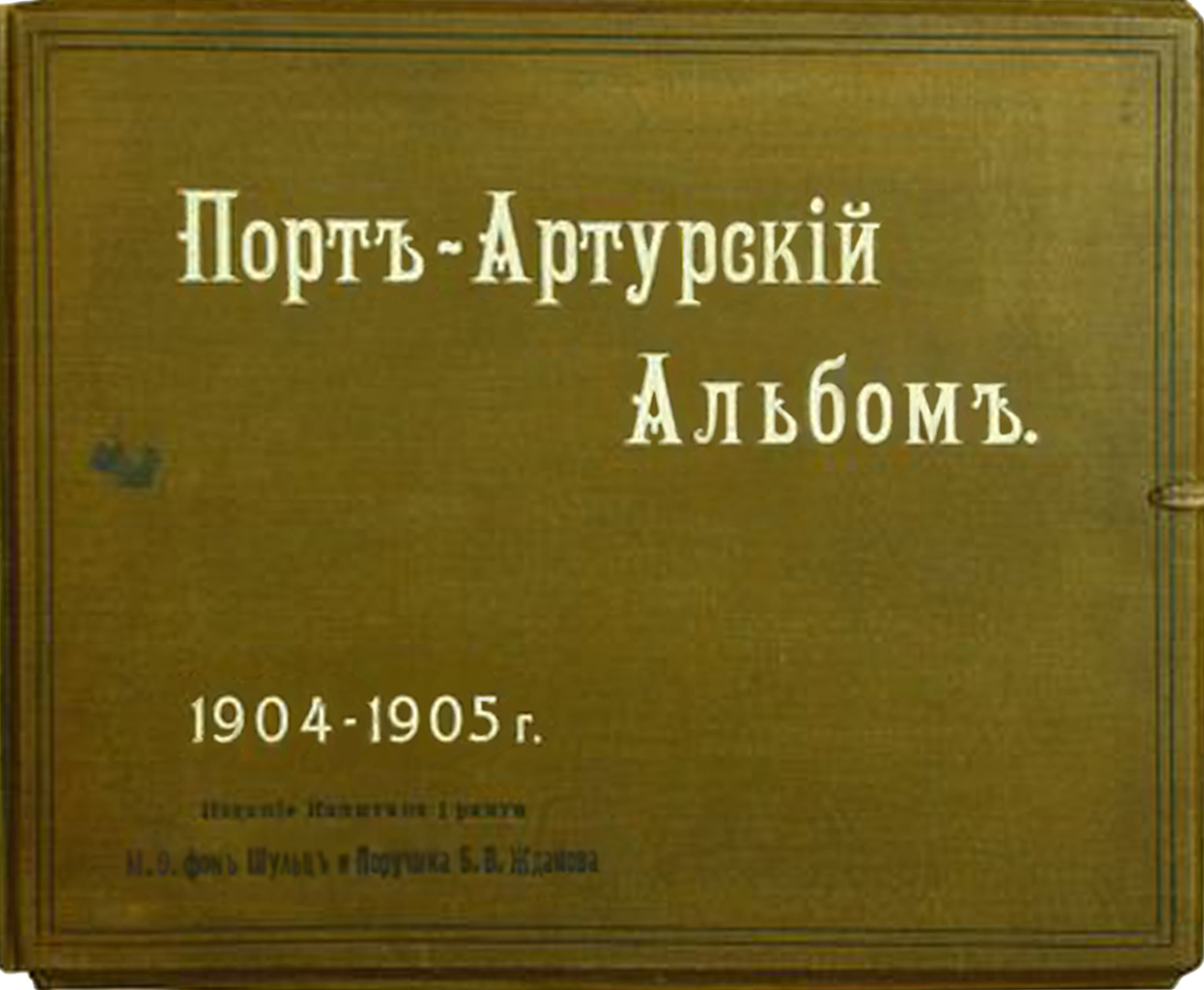
Порт-Артурский альбом М. Ф. Шульца

- М. Ф. Шульц был страстным фотографом и запечатлел на своих снимках всю Порт-Артурскую эпопею. После окончания Русско-японской войны, он в содружестве с поручиком Б. В. Ждановым в 1906 г. в изд-ве Прокудина-Горского выпустил «Порт-Артурский альбом. 1904-05 гг.»[16]. Огромная коллекция фотопластинок с запечатлённой Русско-японской войной, занимавшая целый сундук, сопровождала его всю жизнь. В 1919 г. в Луге при аресте М. Ф. Шульца чекистами, этот сундук был изъят и исчез на многие годы. В 1951 году значительная часть негативов была случайно обнаружена при ремонте дома в Витебске и поступила в фонды Центрального Военно-Морского музея. На самом деле авторство очень многих безымянных фотографии Русско-японской войны, распространяемых в интернете принадлежит М. Ф. Шульцу.
- В 1904 году в осаждённом Порт-Артуре М. Ф. Шульц оказался единственным командиром корабля, организовавшим собственное подсобное хозяйство. Такое делали некоторые сухопутные командиры, но не флотские. Об этом подробно писал А. П. Штер[17]: Благодаря предусмотрительности командира «Новика» ни команда, ни офицеры ни разу не нуждались в провизии. Получив в свое распоряжение дачу одного из офицеров, за городом, капитан 2 ранга Шульц приобрел заранее стадо коров, которые паслись под наблюдением матроса-пастуха, причем некоторые из них отелились, и в то время, когда на судах флота ели одну солонину, мы могли посылать в подарок друзьям то окорок телятины, то свежего мяса. Штук полтораста кур постоянно неслись, снабжая нас свежими яйцами и даже высиживали цыплят. Свиньи, бараны, гуси, утки — всего было запасено в изобилии.

На «Новике» нашлись два огородника, которые посеяли в начале осады всякую зелень, и в июле мы имели свой картофель, лук, столь необходимый в осаде, и другие овощи. В конце июля, когда на береговых позициях начали резать ослов, команда «Новика» ежедневно получала свежее мясо. Не раз вспомнишь добром такого заботливого командира, благодаря которому одна из главных тяжестей осады — дурная пища и даже голод была устранена.

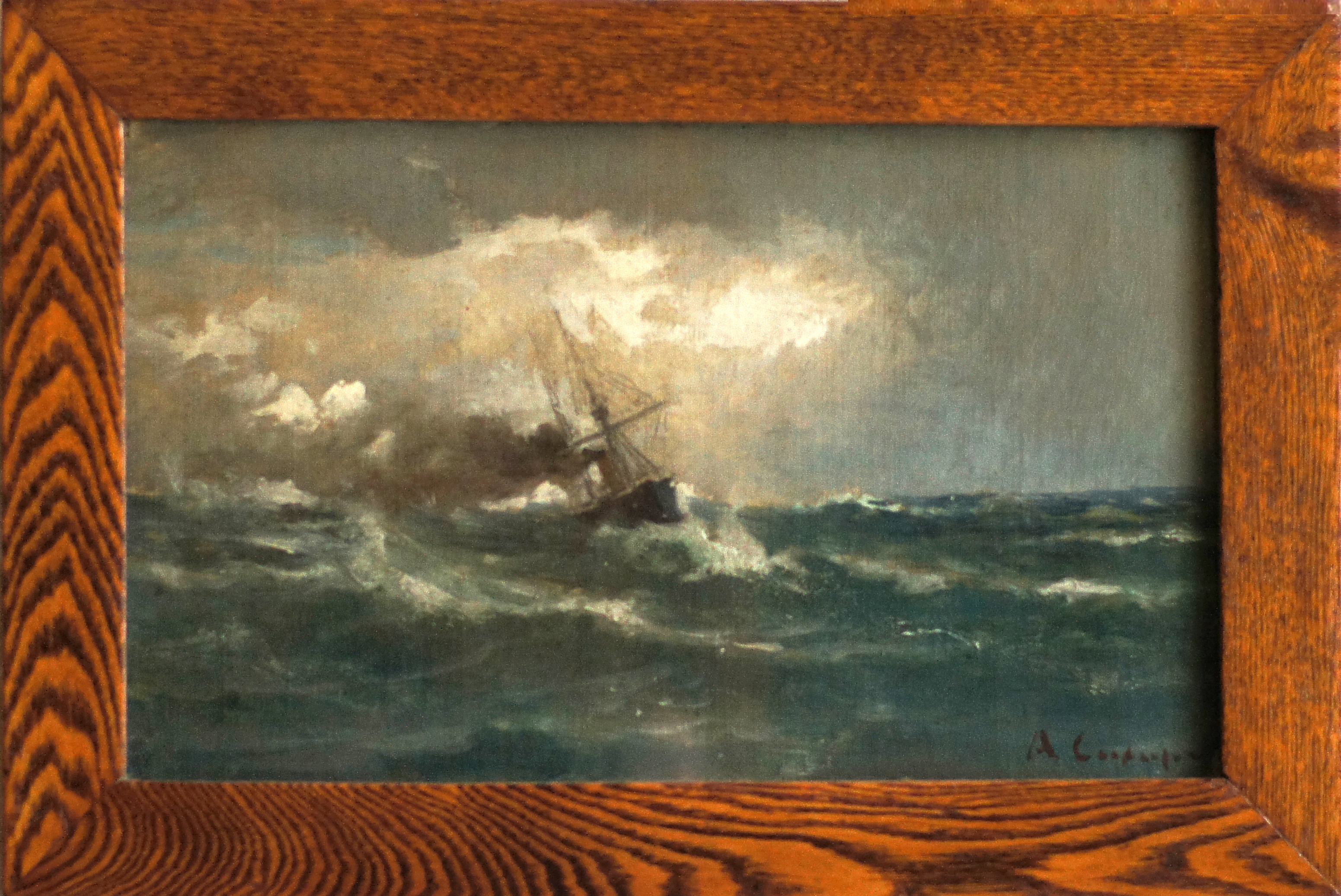
А. А. Сахаров. «Ледокол „Таймыр“ в Беринговом море». Июль 1914.

- В течение многих лет в семье племянника М. Ф. Шульца — Л. Л. Кербера, который жил с адмиралом в Луге, как неприкосновенная реликвия хранился пробитый во многих местах Андреевский флаг. Это был тот самый флаг, под которым легендарный «Новик» принял свой последний бой. На правах командира Михаил Фёдорович не расставался с ним до последнего часа своей жизни. В тридцатые годы в ожидании ареста и неизбежного обыска Л.Керберу пришлось распороть флаг на отдельные лоскуты и распределить их по разным местам так, чтобы никто уже не смог узнать в отдельных кусках материи атрибут старого Императорского флота. Оставалась надежда, что настанет время, и эти лоскутки вновь удастся соединить. Вмешалась война, которая не пощадила их и уничтожила эту надежду.
- Будучи капитаном 1-го ранга, М. Ф. Шульц обобщил свой опыт службы в Корпусе пограничной стражи в статье «О реформе пограничного надзора по Прибалтийскому побережью» предложив новую организационную структуру пограничной службы на море, которая фактически действует по настоящее время.

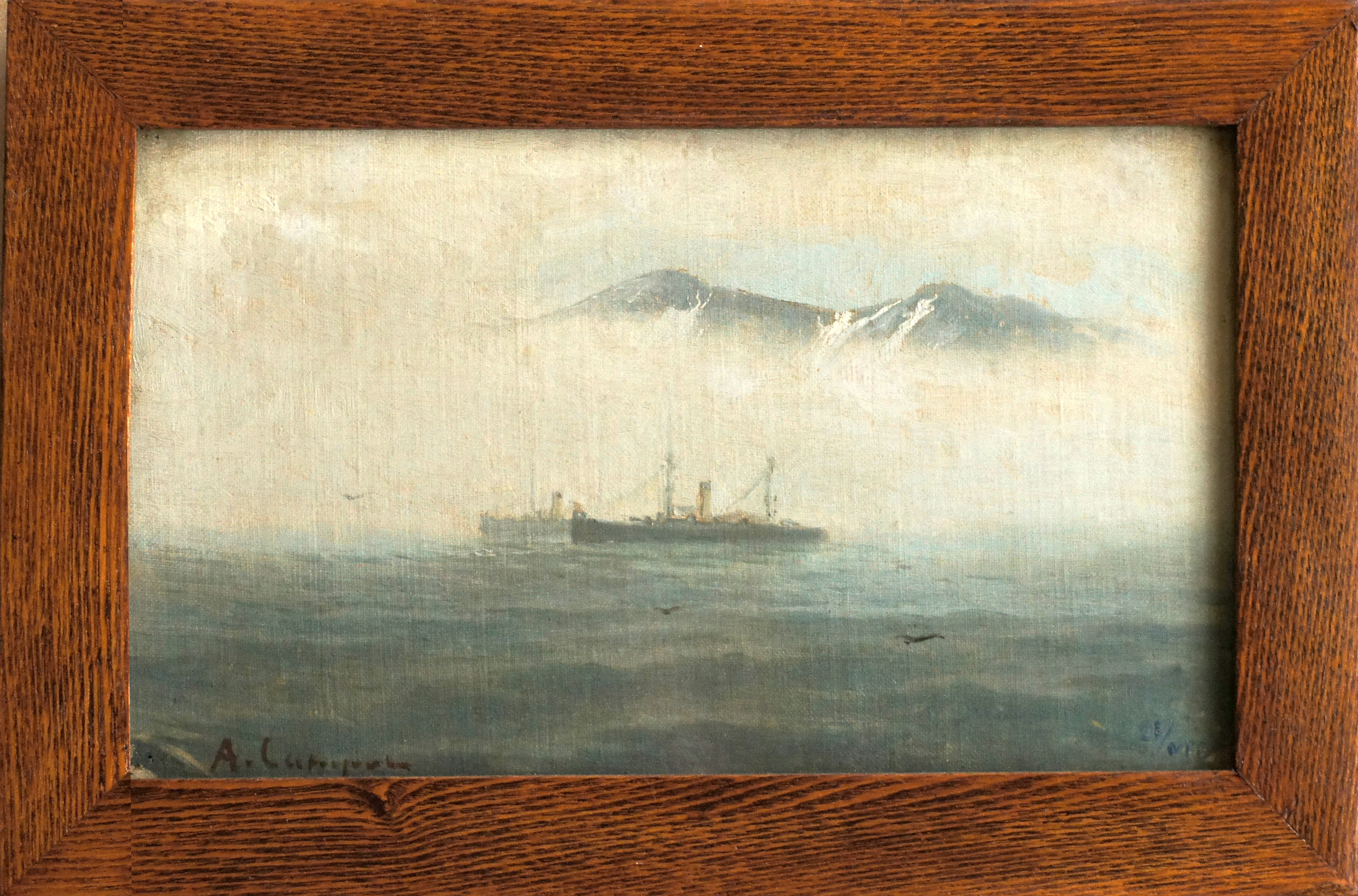
А. А. Сахаров. «Таймыр» и «Вайгач» в бухте Провидения". 21.07.1914 г.

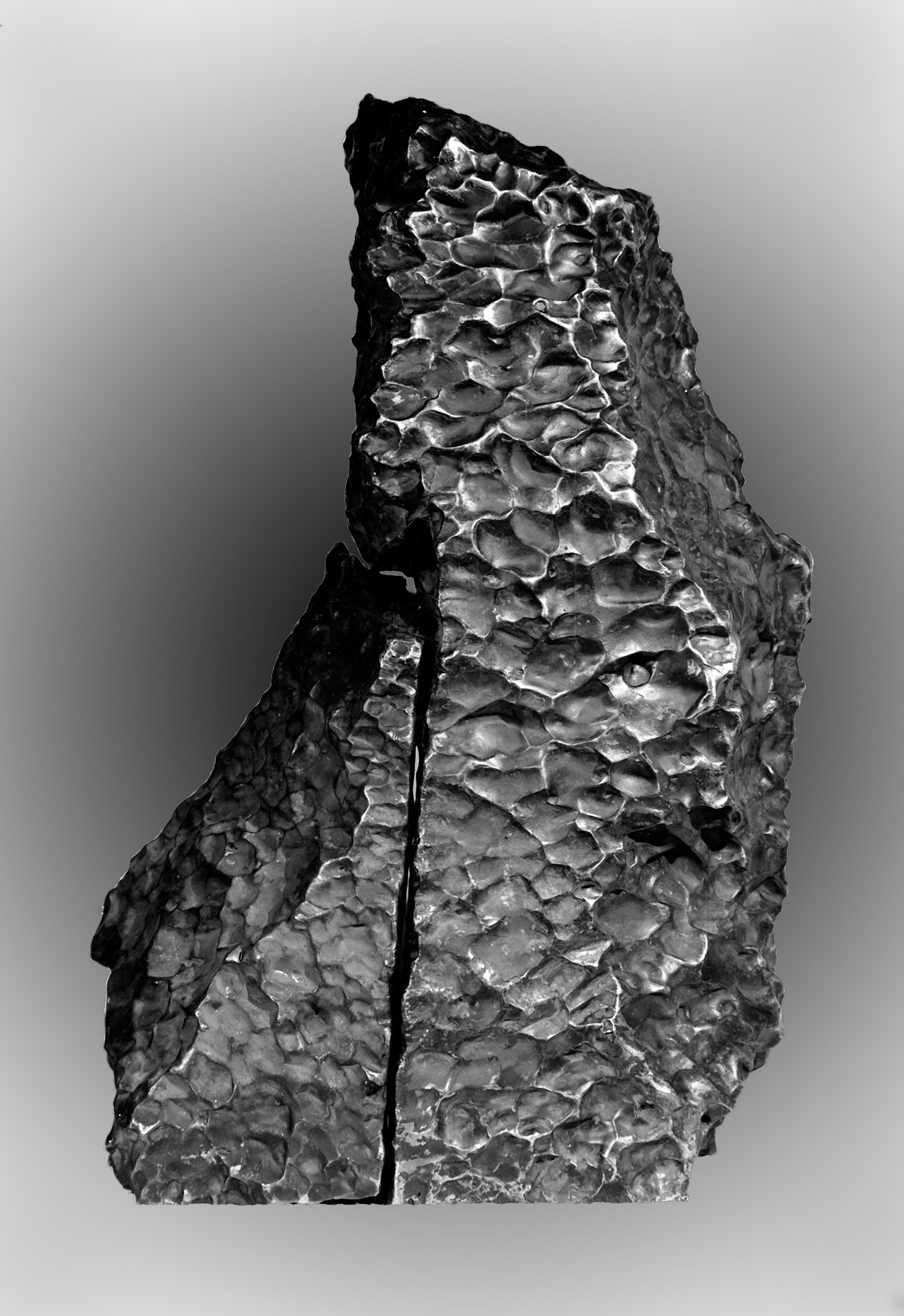
Метеорит Богуславка

- Во Владивостоке М. Ф. Шульц свёл дружбу с художником Александром Александровичем Сахаровым. А. А. Сахаров окончил Императорскую академию художеств в мастерской И. Айвазовского. Став первым маринистом на Дальнем Востоке, Сахаров приобрёл известность во всем регионе и выполнял заказы, работая на Шантарских островах, в Благовещенске, Хабаровске, Порт-Артуре. Наиболее известны его картины «Оборона Благовещенска в 1900 году» и "Бой у Чемульпо «Варяга» и «Корейца». А. А. Сахаров был одним из участников легендарного перехода Северным морским путём ледоколов «Вайгач» и «Таймыр». В бухте Провидения, узнав о начале Первой мировой войны, А. А. Сахаров прервал путешествие и вернулся во Владивосток, чтобы участвовать в войне. Две его работы посвящённые начальному этапу этого плавания хранились у М. Ф. Шульца.

- Во Владивостоке М. Ф. Шульц был близко знаком с выдающимся русским путешественником, географом, этнографом и писателем, будущим автором знаменитых романов «По Уссурийскому Краю» и «Дерсу Узала» В. К. Арсеньевым. Вместе они занимались археологическими исследованиями. В Гродековском музее в Хабаровске и сейчас хранятся находки, сделанные осенью 1916 года В. К. Арсеньевым, М. Ф. Шульцем и командиром вспомогательного крейсера «Орел» А. Н. Пелль на полуострове Песчаный в Амурском заливе[18]. О том, что ими была обнаружена древнейшая палеолитическая стоянка, свидетельствовали каменные наконечники для копий, каменные топоры и сколы. Интересно, что рядом оказались и гончарные изделия более позднего периода. Важность находок была оценена позже. В советское время, уже после Второй мировой войны на полуострове Песчаный производил раскопки академик АН СССР А. П. Окладников.
- 18 октября 1916 года многие жители Приморья наблюдали падение метеорита. Небесное тело упало средь бела дня в ста восьмидесяти километрах к северу от Владивостока, поблизости от населённого пункта Богуславка. М. Ф. Шульц участвовал в организации поиска метеорита. Были найдены два крупных фрагмента метеорита общей массой в 256,8 кг. После выхода в отставку Михаил Фёдорович лично перевёз его в Петроград. Метеорит «Богуславка» сегодня хранится в Метеоритной коллекции РАН и зарегистрирован под именем вице-адмирала М. Ф. фон Шульца[19]. «Богуславка» — крайне редкий железный метеорит. Из числа подобных, обнаруженных на территории России, он первый. Благодаря этой находке имя М. Ф. Шульца занесено на Доску почёта Метеоритной коллекции РАН.
- В те несколько лет, которые М. Ф. Шульц служил на Чёрном море, он оказался среди учредителей и был избран вице-командором Севастопольского яхт-клуба[20].
- В современной литературе обычно местом гибели адмирала М. Ф. Шульца называется пос. Вырица под Петроградом, причём указывается, что он был убит грабителями. Оба утверждения не соответствуют действительности.

## Награды[1]
- Орден Святого Станислава 3-й степени (1.1.1893)
- Орден Святой Анны 3-й степени (6.12.1894)
- Серебряная медаль в память царствования императора Александра Третьего (21.3.1896)
- Темно-бронзовая медаль на ленте цветов Государственного флага за труды по проведению первой всероссийской переписи населения 1897 года (30.1.1897)
- Серебряная медаль в память военных действий в Китае 1900—1901 год (1902)
- Орден Святого Владимира 4-й степени с бантом «за двадцать безупречно проведенных в офицерских чинах кампаний» (10.12.1902)
- Золотое оружие «За храбрость» (5.7.1904)
- Орден Святой Анны 2-й степени с мечами (11.10.1904)
- Орден Святого Георгия 4-й степени (29.11.1904)
- Светло-бронзовая медаль в память войны с Японией 1904—1905 годов (1906)
- Золотой знак в память окончания полного курса наук Морского кадетского корпуса (1910)
- Высочайшая благодарность по итогам Императорского смотра минных заградителей «Амур» и «Енисей» (29.6.1910 и 21.3.1911)
- Орден Святого Владимира 3-й степени (10.4.1911)
- Светло-бронзовая медаль в память 100-летия Отечественной войны 1812 года на Владимирской ленте (26.8.1912)
- Светло-бронзовая медаль в память 300-летия царствования дома Романовых (21.2.1913)
- Орден Святого Станислава 1-й степени (1913)
- Серебряный нагрудный крест «За Порт-Артур» (1914)
- Знак Братского Креста Камчатского православного братства 1-й степени (11.8.1914)
- Орден Святой Анны 1-й степени «за отлично-ревностное служение и труды, вызванные особыми обстоятельствами настоящей войны» (22.3.1915)
- Светло-бронзовая медаль в память 200-летия Гангутской победы (28.2.1915)
- Орден Священного Сокровища 1-й степени (Япония) (6.8.1916)